# La traversata di Parigi
La traversata di Parigi (La Traversée de Paris) è un film del 1956 diretto da Claude Autant-Lara, tratto dalla novella Traversata di Parigi di Marcel Aymé.

## Trama
Nella Parigi del 1942 occupata dai tedeschi, Marcel Martin, un povero ex autista di taxi, a causa della mancanza di lavoro è costretto a fare il borsanerista, contrabbandando prodotti alimentari. Dovendo portare all'altro lato della città cento chili di carne di maiale distribuiti in quattro valigie, ed essendo stato arrestato il suo compagno abituale, chiama in aiuto Grandgil, un eccentrico pittore in cerca di distrazioni. Durante la traversata, i due affrontano numerosi ostacoli: per sviare l’attenzione di due guardie, Grandgil recita una poesia in tedesco; vengono inseguiti da cani randagi attratti dall'odore che fuoriesce dalle valigie; una guardia tedesca che sta per scoprirli viene tramortita dal pittore. Arrivati a destinazione, trovano chiusa la macelleria a cui era destinata la carne e chiamano a gran voce il nome del proprietario, che, impaurito dalle urla, non apre. Accorre quindi una pattuglia di militari tedeschi e i due vengono portati presso un comando nazista. Qui un ufficiale scopre che Grandgil è il pittore di cui ha notevole stima e ordina di liberarlo, mentre Marcel viene portato via su un camion assieme ad altri prigionieri.
Passano dieci anni. Grandgil, elegantissimo, sale su un treno e nel facchino riconosce il vecchio compagno d'avventura. «Martin, sempre con le valigie?»; «Eh si, quelle degli altri...».

## Produzione
Il film è frutto di una co-produzione italofrancese, prodotto dalla Continental Produzione e da Franco London Films. Fu girato a colori ma trasformato e distribuito in bianco e nero, a causa del contrasto tra il regista e Marcel Aymé, fortemente contrario alla scelta di Bourvil come protagonista. Il regista dovette ridurre il budget oltre il 50%, rinunciando così ai colori. Aymé poi riconobbe il proprio errore. Le riprese iniziarono il 7 aprile e terminarono il 9 giugno.

## Luoghi delle riprese
Tra i luoghi scelti per le riprese vi sono: la stazione ferroviaria Gare de Lyon, Rue Lepic, Rue Poliveau e diverse zone di Parigi. Altre riprese sono state effettuate nello Franstudio di Saint-Maurice.

## Distribuzione
Venne distribuito in Francia dalla Société Nouvelle des Acacias il 26 ottobre 1956; in Italia venne presentato già in agosto alla 17ª Mostra internazionale d'arte cinematografica di Venezia, e distribuito nelle sale dalla società UNIDIS nel gennaio 1957.

## Curiosità
- Il film fu colorizzato nel 1994 dalla American Technologies Film in accordo con Claude Autant-Lara.
- La sequenza iniziale è un filmato della parata dell'11 novembre 1944, commemorazione della Liberazione di Parigi.
- All'indirizzo di via Poliveau 45, punto di partenza della traversata, è ancora presente la locandina del film.[1]

## Riconoscimenti
- 1956 - Mostra internazionale d'arte cinematografica
  - Coppa Volpi per la migliore interpretazione maschile a Bourvil